# Cavalo-marinho-de-focinho-longo
O cavalo-marinho-de-focinho-longo (nome científico: Hippocampus reidi), é uma espécie de peixe gasterosteiforme do grupo dos cavalos-marinhos pertencente à família dos singnatídeos (Syngnathidae). É endêmico de zonas de águas subtropicais.

## Nome
O nome específico homenageia o Sr. Earl D. Reid da Divisão de Peixes do Instituto Smithsonian nos Estados Unidos.

## Descrição
O cavalo-marinho-de-focinho-longo tem um período de gestação de cerca de duas semanas e normalmente cresce até cerca de 17,5 centímetros de comprimento, enquanto a altura média dos juvenis é de apenas cerca de 8,2 milímetros. Os machos são geralmente laranja, enquanto as fêmeas são amarelas. No entanto, tanto machos quanto fêmeas podem ter manchas marrons ou brancas colocadas esporadicamente em seu corpo. Essas manchas também podem mudar para uma cor rosa ou branca durante o período de cópula.

## Distribuição e habitat
O cavalo-marinho-de-focinho-longo foi encontrado em até 55 metros de profundidade. Indivíduos menores habitam águas mais rasas. Tem afinidade com vários habitats costeiros e locais nos quais possa de abrigar, incluindo invertebrados como briozoários, esponjas e tunicados, corais gorgônias, ervas marinhas, estuários e especialmente em macroalgas (geralmente do gênero Caulerpa), manguezais (Avicennia shaueriana, mangue-branco (Laguncularia racemosa) e mangue-vermelho (Rhizophora mangle)) e em estruturas artificiais como pilares. É nativo de muitos países, incluindo Baamas, Barbados, Belize, Bermudas, Brasil, Colômbia, Cuba, Granada, Haiti, Jamaica, Panamá, Estados Unidos (Flórida e Carolina do Norte) e Venezuela. Habita regiões subtropicais, variando de 29 graus norte a 25 graus sul e 133 graus oeste a 40 graus leste. Muitos cavalos-marinhos-de-focinho-longo residem perto da China e mais ainda no Brasil, mas em ambas as áreas correm o risco de se tornar uma espécie ameaçada de extinção. Na China, esses cavalos-marinhos são utilizados para o comércio e para medicamentos chineses tradicionais, enquanto no Brasil fazem parte de um grande comércio, envolvendo a extração comercial de 25 milhões de cavalos-marinhos por ano.

## Comportamento
O cavalo-marinho-de-focinho-longo geralmente vive só, mas pares para cópula são comuns e já houve registro de grupos de até sete indivíduos. Se alimenta de crustáceos, como copépodes, harpacticoides, calanoides e ciclopoides, camarões carídeos, anfípodes gamarídeos e caprelídeos (Caprellidae), nematoides e ostracoides. Os juvenis se alimentam mais de insetos himenópteros e ovos de moluscos e crustáceos, e as fêmeas dependem muito de camarões carídeos. Às vezes o cavalo-marinho-de-focinho-longo persegue ativamente suas presas, mas em geral opta por utilizar a técnica de caça de sentar e esperar. Como em outros cavalos-marinhos, esta espécie é monogâmica e ovovivípara, e os machos chocam os filhotes em uma bolsa antes de dar à luz. Os machos amadureceram a 9,5 centímetros, mas não carregaram embriões até 12,4 centímetros, enquanto as fêmeas maduras foram registradas com comprimentos de 8,8 centímetros. Reproduz-se o ano todo. No nordeste do Brasil, por exemplo, seu pico reprodutor ocorre entre maio e novembro. Estima-se que cresçam a uma taxa de 1,195/ano e sua mortalidade natural varia de 1,43 a 1,58/ano. Sua expectativa de vida foi estimada em 2,5 anos.

## Conservação
O cavalo-marinho-de-focinho-longo encontra-se ameaçado pela perca e degradação de alguns de seus habitats preferidos, principalmente manguezais, devido ao desenvolvimento costeiro. Também é vítima da captura acessória na pesca de arrasto e artesanal e para uso em aquários. Consta no Apêndice II da Convenção sobre o Comércio Internacional das Espécies Silvestres Ameaçadas de Extinção (CITES) como forma de regular o comércio internacional sustentável da espécie. A partir de levantamentos de alguns dos países nos quais a espécie ocorre, se estima que diminuiu 30% dentro de sua área de avistamento. Além disso, a tendência atual é de declínio populacional. Nos estuários brasileiros, apresentou densidade média de 0,026 espécimes por metro quadrado, variando de 0,0023-0,066 espécimes por metro quadrado em localidades amostradas de 2002 a 2006. Densidades mais baixas foram encontradas nas localidades onde houve comércio (média de 0,013 espécimes por metro quadrado) do que em locais onde não houve comércio (média de 0,04 espécimes por metro quadrado). Nos costões rochosos do estado do Rio de Janeiro, as densidades médias podem variar de 0,001 a 0,04 espécimes por metro quadrado. Declínios foram relatados por pescadores em várias localidades em pelo menos cinco estados do nordeste brasileiro; em algumas localidades, os declínios podem chegar a 90% ao longo de uma década. A extirpação local foi relatada em alguns locais. Declínios também foram relatados na Colômbia, mas sua extensão é desconhecida. Em Cuba, de 2004 a 2005, a densidade média variou de 0,01 a 0,0037 espécimes por metro quadrado.
O cavalo-marinho-de-focinho-longo foi reconhecido como ameaçado nos Estados Unidos pela Sociedade Americana de Pesca (American Fisheries Society), que cita que a degradação ambiental como motivo da listagem. Na Venezuela e Colômbia, consta como vulnerável, e no México está listada no NOM-059-SEMARNAT-2001 como uma espécie sujeita a proteção especial. A União Internacional para a Conservação da Natureza (UICN / IUCN) definiu a espécie como quase ameaçada em 2016 na sua Lista Vermelha. No Brasil, em 2005, foi classificado como vulnerável na Lista de Espécies da Fauna Ameaçadas do Espírito Santo; em 2010, como vulnerável no Livro Vermelho da Fauna Ameaçada no Estado do Paraná; em 2011, como vulnerável na Lista das Espécies da Fauna Ameaçada de Extinção em Santa Catarina; em 2014, como ameaçado de sobreposição no Livro Vermelho da Fauna Ameaçada de Extinção no Estado de São Paulo; em 2014 e 2018, respectivamente, como vulnerável no Livro Vermelho da Fauna Brasileira Ameaçada de Extinção e na Lista Vermelha do Livro Vermelho da Fauna Brasileira Ameaçada de Extinção do Instituto Chico Mendes de Conservação da Biodiversidade (ICMBio); em 2017, como vulnerável na Lista Oficial das Espécies da Fauna Ameaçadas de Extinção do Estado da Bahia; e em 2018, como vulnerável na Lista das Espécies da Fauna Ameaçadas de Extinção no Estado do Rio de Janeiro. Ainda no Brasil, São Paulo reconhece o cavalo-marinho-de-focinho-longo como uma espécie que necessita de manejo pesqueiro e políticas para sua conservação.